# Mindura subfasciata
Mindura subfasciata är en insektsart som beskrevs av Stsl 1870. Mindura subfasciata ingår i släktet Mindura och familjen Nogodinidae. Inga underarter finns listade i Catalogue of Life.